# Кареджине
Кареджине (итал. Careggine) — коммуна в Италии, располагается в регионе Тоскана, в провинции Лукка.
Население составляет 642 человека (2008 г.), плотность населения составляет 27 чел./км². Занимает площадь 24 км². Почтовый индекс — 55030. Телефонный код — 0583.
Покровителями коммуны почитаются святые апостолы Пётр и Павел, празднование 29 июня.

## Демография
Динамика населения:

## Администрация коммуны
- Официальный сайт: http://www.careggine.org/